# Listă de formații metalcore
Metalcore este un gen muzical de fiuziune între extreme metal și hardcore punk. Aceasta este o listă incompletă de formații notabile descrise ca aparținând genului metalcore.

## Lista
| Nume                            | Țara        | Fondare | Desființare |
| ------------------------------- | ----------- | ------- | ----------- |
| A Day to Remember               | SUA         | 2003    | Activă      |
| A Skylit Drive                  | SUA         | 2005    | Activă      |
| Adept                           | Sweden      | 2004    | Activă      |
| The Acacia Strain               | SUA         | 2001    | Activă      |
| After the Burial                | SUA         | 2004    | Activă      |
| The Agonist                     | Canada      | 2004    | Activă      |
| All That Remains                | SUA         | 2000    | Activă      |
| Alesana                         | SUA         | 2004    | Activă      |
| The Amity Affliction            | Australia   | 2003    | Activă      |
| Architects                      | UK          | 2004    | Activă      |
| As I Lay Dying                  | SUA         | 2004    | 2014        |
| Asking Alexandria               | UK          | 2008    | Activă      |
| Atreyu                          | SUA         | 1998    | Activă      |
| Attack Attack!                  | SUA         | 2007    | 2013        |
| Attila                          | SUA         | 2005    | Activă      |
| August Burns Red                | SUA         | 2003    | Activă      |
| Avenged Sevenfold               | SUA         | 1999    | Activă      |
| AxeWound                        | UK          | 2012    | Activă      |
| Beartooth                       | SUA         | 2012    | Activă      |
| Beneath the Sky                 | SUA         | 2004    | 2014        |
| Betraying the Martyrs           | France      | 2008    | Activă      |
| Between the Buried and Me       | SUA         | 2000    | Activă      |
| Black Veil Brides               | SUA         | 2006    | Activă      |
| The Bled                        | SUA         | 2001    | 2012        |
| Bleed from Within               | UK          | 2005    | Activă      |
| Bleeding Through                | SUA         | 1999    | 2014        |
| Blessthefall                    | SUA         | 2003    | Activă      |
| Botch                           | SUA         | 1993    | 2002        |
| Bring Me the Horizon            | UK          | 2004    | Activă      |
| Bullet for My Valentine         | UK          | 1998    | Activă      |
| Buried in Verona                | Australia   | 2006    | Activă      |
| Bury Tomorrow                   | UK          | 2006    | Activă      |
| Caliban                         | Germania    | 1997    | Activă      |
| Cancer Bats                     | Canada      | 2004    | Activă      |
| Capture the Crown               | SUA         | 2010    | Activă      |
| The Chariot                     | SUA         | 2003    | 2013        |
| Chimaira                        | SUA         | 1998    | 2014        |
| Chunk! No, Captain Chunk!       | France      | 2007    | Activă      |
| Coalesce                        | SUA         | 1994    | Activă      |
| The Color Morale                | SUA         | 2007    | Activă      |
| Confide                         | SUA         | 2004    | 2013        |
| Converge                        | SUA         | 1990    | Activă      |
| Counterparts                    | Canada      | 2007    | Activă      |
| Crossfaith                      | Japan       | 2006    | Activă      |
| Crown the Empire                | SUA         | 2010    | Activă      |
| Darkest Hour                    | SUA         | 1995    | Activă      |
| Destroy the Runner              | SUA         | 2004    | 2010        |
| Devil Sold His Soul             | UK          | 2004    | Activă      |
| The Devil Wears Prada           | SUA         | 2005    | Activă      |
| Earth Crisis                    | SUA         | 1989    | Activă      |
| Emmure                          | SUA         | 2003    | Activă      |
| Escape the Fate                 | SUA         | 2004    | Activă      |
| Eskimo Callboy                  | Germania    | 2010    | Activă      |
| Evergreen Terrace               | SUA         | 1999    | Activă      |
| Every Time I Die                | SUA         | 1998    | Activă      |
| Eyes Set to Kill                | SUA         | 2003    | Activă      |
| Falling in Reverse              | SUA         | 2006    | Activă      |
| Fit for a King                  | SUA         | 2007    | Activă      |
| For All Those Sleeping          | SUA         | 2007    | 2014        |
| For the Fallen Dreams           | SUA         | 2003    | Activă      |
| For Today                       | SUA         | 2005    | Activă      |
| The Ghost Inside                | SUA         | 2004    | Activă      |
| Gideon                          | SUA         | 2008    | Activă      |
| Glamour of the Kill             | UK          | 2007    | Activă      |
| Haste the Day                   | SUA         | 2001    | Activă      |
| Hatebreed                       | SUA         | 1994    | Activă      |
| Heart in Hand                   | UK          | 2008    | Activă      |
| Heaven Shall Burn               | Germania    | 1996    | Activă      |
| Hogan's Heroes                  | SUA         | 1984    | 1993        |
| Horse the Band                  | SUA         | 1999    | Activă      |
| The Human Abstract              | SUA         | 2004    | 2011        |
| I Killed the Prom Queen         | Australia   | 2000    | Activă      |
| I, the Breather                 | SUA         | 2009    | Activă      |
| Ice Nine Kills                  | SUA         | 2006    | Activă      |
| In Hearts Wake                  | Australia   | 2006    | Activă      |
| Integrity                       | SUA         | 1988    | Activă      |
| Issues                          | SUA         | 2012    | Activă      |
| It Prevails                     | SUA         | 2004    | 2014        |
| Iwrestledabearonce              | SUA         | 2007    | Activă      |
| Killswitch Engage               | SUA         | 1999    | Activă      |
| Like Moths to Flames            | UK          | 2010    | Activă      |
| Lamb of God                     | SUA         | 1994    | Activă      |
| Living Sacrifice                | SUA         | 1989    | Activă      |
| Memphis May Fire                | SUA         | 2004    | Activă      |
| Miss May I                      | SUA         | 2007    | Activă      |
| More than a Thousand            | Portugal    | 2000    | Activă      |
| Motionless in White             | SUA         | 2005    | Activă      |
| Norma Jean                      | SUA         | 1997    | Activă      |
| Northlane                       | Australia   | 2009    | Activă      |
| Of Mice & Men                   | SUA         | 2009    | Activă      |
| Oh, Sleeper                     | SUA         | 2006    | Activă      |
| Overcast                        | SUA         | 1991    | 2014        |
| Parkway Drive                   | Australia   | 2002    | Activă      |
| The Plot in You                 | SUA         | 2010    | Activă      |
| Poison the Well                 | SUA         | 1997    | 2010        |
| Protest the Hero                | Canada      | 2001    | Activă      |
| Ringworm                        | SUA         | 1989    | Activă      |
| Rise to Remain                  | UK          | 2006    | Activă      |
| Secrets                         | SUA         | 2010    | Activă      |
| Shadows Fall                    | SUA         | 1995    | Activă      |
| Shai Hulud                      | SUA         | 1995    | Activă      |
| Sky Eats Airplane               | SUA         | 2005    | 2011        |
| Sonic Syndicate                 | Sweden      | 2002    | Activă      |
| The Sorrow                      | Austria     | 2005    | Activă      |
| Stick to Your Guns              | SUA         | 2003    | Activă      |
| Texas in July                   | SUA         | 2007    | Activă      |
| Textures                        | Netherlands | 2001    | Activă      |
| Threat Signal                   | Canada      | 2003    | Activă      |
| Times of Grace                  | SUA         | 2007    | Activă      |
| Trivium                         | SUA         | 2000    | Activă      |
| Underoath                       | SUA         | 1997    | 2013        |
| Unearth                         | SUA         | 1998    | Activă      |
| Volumes                         | SUA         | 2009    | Activă      |
| War from a Harlots Mouth        | Germania    | 2005    | 2013        |
| War of Ages                     | SUA         | 2002    | Activă      |
| We Butter the Bread with Butter | Germania    | 2007    | Activă      |
| We Came as Romans               | SUA         | 2005    | Activă      |
| While She Sleeps                | UK          | 2006    | Activă      |
| Within the Ruins                | SUA         | 2003    | Activă      |
| Woe, Is Me                      | SUA         | 2009    | 2013        |
| The Word Alive                  | SUA         | 2008    | Activă      |
| Your Demise                     | UK          | 2003    | 2014        |
| Zao                             | SUA         | 1993    | Activă      |